# Trajkotka czerwona
Trajkotka czerwona (Psophus stridulus) – eurosyberyjski, roślinożerny gatunek owada prostoskrzydłego (Orthoptera) z rodziny szarańczowatych (Acrididae), jedyny przedstawiciel rodzaju Psophus. Nazwa tego owada związana jest z trajkoczącym dźwiękiem wydawanym przez samce oraz czerwoną barwą tylnych skrzydeł ukazywanych w czasie lotu. Uważa się, że obydwa te elementy (czerwony kolor i głośny dźwięk) odstraszają wrogów.
Psophus stridulus występuje na suchych terenach trawiastych w Europie, głównie południowej, i w Azji. Północna granica europejskiej części zasięgu przechodzi przez południową Skandynawię. W Polsce trajkotka czerwona była dość pospolita do lat 80. XX wieku. Obecnie jest, podobnie jak w Europie Zachodniej, gatunkiem zanikającym.

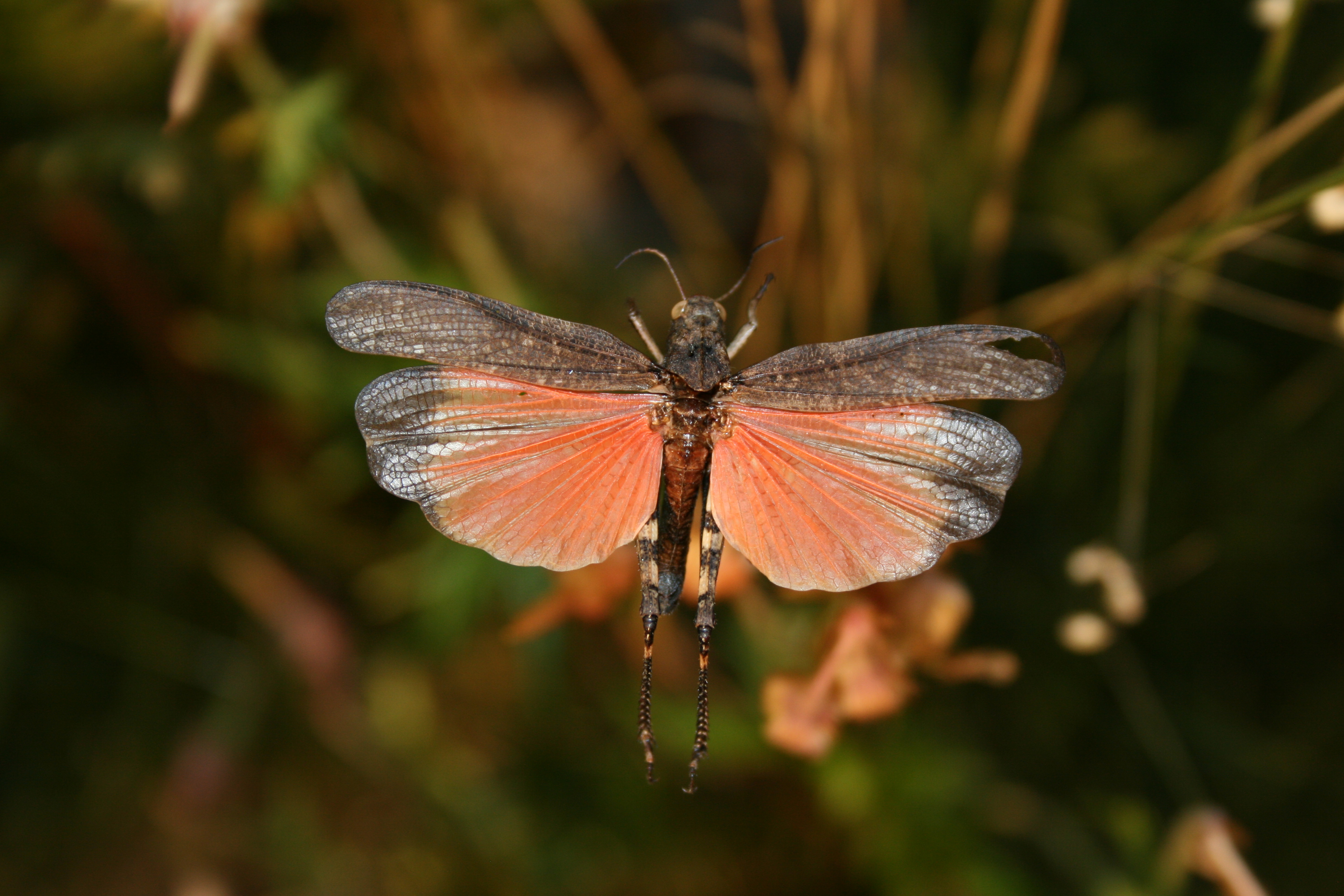
Trajkotka czerwona w locie

Długość ciała 23–38 mm. Ubarwienie szarobrązowe z jaśniejszymi plamami. Tylne skrzydła jaskrawoczerwone z ciemnym wierzchołkiem. Podobne ubarwienie tylnych skrzydeł ma siwoszek niemiecki (Oedipoda germanica), nazywany też czerwonym.
Samice trajkotki czerwonej składają jaja do gleby. Tam jaja zimują przechodząc diapauzę. Larwy wylęgają się późną wiosną. W Europie Środkowej osobniki dorosłe można obserwować od lipca do października.
Trajkotka czerwona nie jest chroniona na terenie Polski. W Polskiej Czerwonej Księdze Zwierząt została wykazana w kategorii VU (gatunki wysokiego ryzyka, narażone na wyginięcie).